# Уокер, Лиам
Лиам Уокер (англ. Liam Walker; 13 апреля 1988, Гибралтар) — гибралтарский футболист, полузащитник клуба «Сент-Джозефс». Лидер сборной Гибралтара по количеству проведённых матчей и забитых голов (85 матчей и 8 голов с момента вступления в УЕФA).

## Биография

### Клубная карьера
Профессиональную карьеру начинал в клубах низших испанских лиг. Первым клубом игрока стал «Альхесирас», за который он сыграл 2 матча в сезоне 2006/2007 и стал победителем Терсеры. В следующем сезоне «Альхесирас» выступал в Сегунде Б, однако Уокер не сыграл за команду ни одного матча. Сезон 2008/2009 провёл в шестой испанской лиге, в клубе «Атлетико Забал», но вскоре вернулся на профессиональный уровень и следующие несколько лет выступал за клубы третьего и четвёртого дивизиона «Линенсе», «Лос-Барриос» и «Сан-Роке». 16 августа 2012 подписал контракт с клубом английской Лиги 1 «Портсмут». Отыграв в Англии один сезон, вернулся в испанский «Сан-Роке». Зимой 2014 года подписал контракт с израильским клубом «Бней-Иегуда». В чемпионате Израиля провёл 13 матчей и забил 1 гол. Летом того же года перешёл в клуб из Гибралтара «Линкольн Ред Импс», с которым дважды выиграл национальный чемпионат. Летом 2016 года перешёл в другой гибралтарский клуб «Европа», с которым стал чемпионом Гибралтара в третий раз. Сезон 2017/18 провёл в английском клубе «Ноттс Каунти», после чего вернулся в «Европу».

### Карьера в сборной
В 2011 году представлял Гибралтар на Островных играх. 27 июня в матче с командой острова Англси, отметился хет-триком. Интересно, что на этом турнире Уокер был единственным профессиональным футболистом в заявке сборной Гибралтара.
После вступления в УЕФА, Уокер был вызван в сборную Гибралтара на первый официальный матч со сборной Словакии. Игра состоялась 19 ноября 2013 года и завершилась со счётом 0:0, Уокер отыграл все 90 минут.
6 сентября 2016 года забил свой первый гол в составе сборной, отличившись в матче отборочного турнира чемпионата мира 2018 против сборной Греции. Этот мяч также стал первым забитым мячом сборной Гибралтара в турнирах FIFA.

#### Голы за сборную
| Гол | Дата            | соперник | Счёт | Результат | Турнир                            |
| --- | --------------- | -------- | ---- | --------- | --------------------------------- |
| 1   | 6 сентября 2016 | Греция   | 1-1  | 1-4       | Квалификация чемпионата мира 2018 |
| 2   | 25 марта 2018   | Латвия   | 1-0  | 1-0       | Товарищеский матч                 |

## Достижения
«Линкольн»
- Чемпион Гибралтара (2): 2014/2015, 2015/2016

 «Европа»
- Чемпион Гибралтара: 2016/2017